# Enric II de Bar

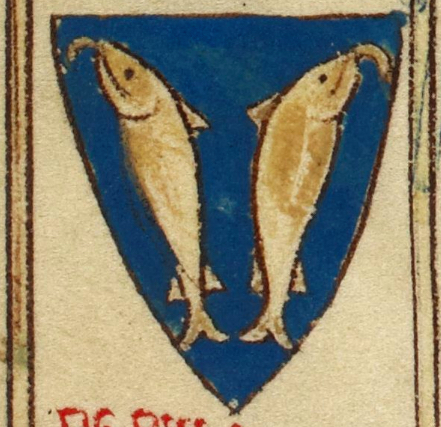
Armes dels Bar

Enric II de Bar (~1190 - Gaza, 13 de novembre de 1239) va ser comte de Bar de 1214 a 1239.
Era fill de Tibald I, comte de Bar, i d'Isabel de Bar-sur-Seine.
Es va casar el 1219 amb Felipa de Dreux (1192 -1242), filla de Robert II, comte de Dreux i de Iolanda de Coucy, i van tenir:
- Margarida (1220 -1275), casada el 1240 amb Enric V el Ros (1217 -1281), comte de Luxemburg
- Tibald o Teobald II (vers 1221 -1291), comte de Bar
- Enric, citat el 1249
- Joana (1225 -1299), casada amb Frederic de Blamont (mort el 1255), després amb Lluis V de Looz (1235 -1299), comte de Chiny, cèlebre en el Torneig de Chauvency.
- Renald (mort el 1271)
- Erard (mort el 1335)
- Isabel (mort el 1320)

Apareix a les cartes des de 1202 i fou associat al govern del comtat de bar des de 1210. Va participar el 1211 a la Croada albigesa, succeint al seu pare el 1214; va combatre immediatament per al rei de França Felip II August a la batalla de Bouvines.
En el moment de la guerra de successió de Xampanya (1216- 1221), va sostenir activament al comte de Xampanya Teobald IV. Una bona amistat va subsistir durant anys entre els dos comtes.
A la mort del rei Lluís VIII el Lleó (1226), Teobald va arrossegar a Enric a la revolta contra la regenta Blanca de Castella, però van fer la seva submissió el 2 de març de 1227 a Vendôme.
Teobald i Enric es van barallar finalment cap a 1229. El comte de Xampanya es va aliar amb el duc de Lorena, i Enric, aliat al comte de Vaudémont Hug II i al bisbe de Toul va assolar Lorena el gener de 1230. Teobald IV i Simó de Joinville van envair i devastar llavors el Barrois, i després Hug IV, duc de Borgonya, va envair Xampanya. Blanca de Castella va haver d'intervenir per restablir la pau, que fou signada el 1232.
Aliat amb els habitants de Metz i al duc de Lorena Mateu II, es va oposar a Joan I d'Apremont en el moment de la Guerra dels Amics de 1231 a 1234.
Havent donat en dot la Senyoria de ligny a la seva filla Margarida, que s'havia casat amb Enric V de Luxemburg, es va establir que la senyoria restaria sota sobirania feudal de Bar (1240); però el 1256, Enric de Luxemburg va prestar homenatge per Ligny al Teobald II de Navarra comte de Xampanya i rei de Navarra). Una guerra va seguir i l'arbitratge del rei Lluís IX de França (futur Sant Lluí), senyor feudal dels comtes de Xampanya i dels comtes de Bar, va tornar Ligny a Enric de Luxemburg sota la sobirania feudal original (1268).
Enric va fundar diverses abadies i va fer importants donacions a altres.
Va prendre la creu el 1239 i va acompanyar Teobald IV de Xampanya i Hug IV de Borgonya a Terra Santa. Va ser mort a la batalla de Gaza el 1239.